# Bedeutung des Veda
Die Bedeutung des Veda (Veda, wörtlich: Wissen) ist in vielen Richtungen des Hinduismus sehr groß. Viele Schriften des Hinduismus nehmen darauf Bezug, was auch in Form von Kommentaren geschieht. Die genaue Abgrenzung, welche Texte zum Veda gehören, ist umstritten. Manchmal werden auch die späteren hinduistischen Schriften, wie die Puranas oder Agamas als „vedische Literatur“ bezeichnet. Der Veda selbst gilt als von Weisen „gehörtes“ Wissen (Shruti) und genießt höchste Autorität.
Bei den Veden (im engeren Sinne) handelt es sich um Texte, die ursprünglich mündlich über Jahrhunderte in Sanskrit in Form von Liedern und Rezitationen überliefert und erst später ab dem 5. Jahrhundert n. Chr. schriftlich erfasst wurden. Im 19. Jahrhundert übersetzten Indologen wie Max Müller sie in verschiedene europäische Sprachen. Diese Übersetzungen sind unter orthodoxen Hindus nicht unumstritten, da der Veda als unübersetzbar gilt. Aufgrund der in gedruckter Form vorliegenden Übersetzungen wurde der Veda auch in Indien unter Hindus bekannter, als dies in früheren Zeiten je der Fall war.
In der heutigen religiösen Praxis spielen nicht alle Teile des Veda eine gleich große Rolle. In den älteren Teilen, insbesondere im Rigveda, sind viele Rituale oder Opfer beschrieben, die später an Bedeutung verloren – wie das Pferdeopfer (ashvamedha) – oder die Verehrung der Gottheiten Varuna und Agni und das Trinken und die Verehrung von Soma. Andere Hymnen fanden Eingang in die Ritualwelt der Hindus, wo sie in den Pujas (Andachten) zusammen mit Hymnen in der jeweiligen Landessprache gesungen werden.

## Vedische Religion
Statt Hinduismus wird heute auch manchmal der Begriff „vedische Religion“ verwendet. Dies ist zum einen als Abgrenzung zum „puranischen Hinduismus“ (vgl. Purana) zu sehen. Da der Begriff „Hinduismus“ von den Engländern stammt und dadurch mit dem Makel des Kolonialismus behaftet ist, wird neben der Sanskrit-Bezeichnung für Hinduismus, Sanatana Dharma, auch „vedische Religion“ verwendet.
In der Indologie bezeichnet „vedische Religion“ hingegen ausschließlich die Religion während der vedischen Zeit (1500 v. Chr. – 600 v. Chr.). In dieser Phase gab es weder Tempel noch Bilderverehrung; die für den Hinduismus typischen Vorstellungen wie Karma, Erlösung (Moksha), und Kreislauf der Wiedergeburten (Samsara) waren noch nicht entwickelt.

## Vedische Tradition der Nambudiris
Die Nambudiri-Brahmanen in Kerala verstehen unter vedischer Tradition die Überlieferung von Rigveda, Yajurveda, Samaveda und Atharvaveda. Die Weitertradierung erfolgt nach wie vor innerhalb der Familie. Spätere Texte werden nicht als zur vedischen Tradition gehörig betrachtet.
Jede Nambudiri-Familie ist Anhänger einer der drei Vedas, jedoch nicht des Atharvaveda. Vom Rigveda existieren zwei verschiedene Rezensionen. Fast alle Yajurveda-Familien sind Anhänger des schwarzen Yajurveda. Am weitesten verbreitet ist jedoch der Rigveda. Die mündliche Weitergabe des Veda vom Vater an den Sohn wird als Adhyananam bezeichnet (Lernen oder Rezitation). Lange Zeit wurde die schriftliche Niederlegung des Veda als unrein oder sogar beleidigend empfunden.
Während eines vedischen Rituals rezitieren ein oder mehrere Priester vedische Passagen. Ein Yaga ist ein langes und ausgefeiltes vedisches Ritual, das durch Singen von Mantras und Opfergaben an Agni aufgeführt wird. Von Bedeutung ist außerdem das Somayaga.
Die Ausbreitung von Buddhismus, Jainismus und Islam in Nordindien bewirkten, dass die vedischen Traditionen vor allem in Südindien erhalten blieben. Auch Shankara, der große Erneuerer des Hinduismus, entstammte einer Familie der Nambudiri-Brahmanen Keralas.

## Vedische Tradition im Advaita Vedanta
Im achten Jahrhundert gründete Shankara einen hinduistischen Orden, der bis heute an vier Orten Indiens die vedische Philosophie pflegt und weitertradiert. Shankara ist vor allem bekannt als der Begründer des Advaita Vedanta (Ende oder Vollendung des Veda), der wichtigsten Richtung der indischen Philosophie. Jeder dieser vier Orte wird durch einen gewählten Würdenträger besetzt, der Shankaracharya genannt wird.
Unter der vedischen Tradition versteht man eine ununterbrochene Lehrer-Schüler-Nachfolge (Guru Parampara), in der spirituelles Wissen von Generation zu Generation weitergegeben wird und die sich in der direkten Nachfolge der vedischen Rishis (Seher, Weiser) sieht. Nach Aurobindo haben die Hymnen der Veden neben ihrer exoterischen Bedeutung, die sich vor allem auf die Ausübung von Yajnas (Opfer, Ritual) bezieht, eine zusätzliche esoterische Bedeutung, die nur einer kleinen Anzahl Eingeweihter bekannt war, nämlich den direkten Schülern der Rishis.
Die vedische Tradition sieht sich also als einen Fluss des Wissens (= Veda), der dem Schüler spirituelles Wissen wie zum Beispiel den Gebrauch von Mantren oder das Wissen höherer Bewusstseinszustände (Samadhi) vermittelt. In diesem Sinne wird der Veda nicht als eine Schrift aufgefasst, die statisch ist, sondern eher als ein Reservoir an Wissen, das am Ursprung der Schöpfung steht und das in verschiedenen Zeitaltern zu verschiedenen Ausdrucksformen führt. So werden außer den Veda-Samhitas, den Brahmanas und den Upanishaden auch die Puranas und Agamas (Tantras) als berechtigte Ausdrucksformen und Interpretationen des Veda angesehen.

### Tradition der Meister
Als Garanten der vedischen Tradition werden die Namen der einzelnen Meister (Rishis und Acharyas) angesehen. Dabei werden jedoch nicht alle Namen aufgezählt, sondern nur die herausragenden Persönlichkeiten.
Die Reihenfolge der Meister, die angerufen werden, bezeugt die Authentizität des Wissens und  auch die geistige Hierarchie, die über die korrekte Vermittlung des Wissens wacht. Die Reihenfolge beginnt mit Narayana (Name für Vishnu), der aber auch gleichzeitig der Name eines vedischen Sehers war. Dann folgt  Brahma (Padmabhuva), als dessen Aushauch der Veda gilt. Der Veda als Atem des Schöpfergottes ist der Keim (bija) der Schöpfung, die zuerst nur in Klangform besteht und als subtile Schwingung der kosmischen Ordnung gilt.
Danach folgen die Rishis (Seher) Vasishta, Shakti und Parashara. Vyasa ordnete die Veden und soll alle Puranas geschrieben haben. Dessen Sohn war Shuka. Bis hierher erfolgt die Überlieferung vom Vater auf den Sohn (vamsharshiparampara). Als Nächstes werden Shankara, dessen zwei Lehrer und vier Hauptschüler aufgezählt, die gleichzeitig über die vier Hauptsitze seiner Tradition wachen, die Shankara in den vier Himmelsrichtungen Indiens etablierte, nämlich Jyotir Math im Norden, Puri im Osten, Dwaraka im Westen, und Sringeri im Süden. Darauf folgt dann meist der Name des Lehrers, in dessen direkter Linie der Schüler steht. Eine solche Hymne wird als Anrufung (Avahana), gefolgt von Hymnen der Lobpreisungen des Lehrers, zum Beispiel bei Einführungen (Diksha) zur Schülerschaft verwendet, in dessen Folge oft ein Mantra gegeben wird. Dadurch wird der Keim des Wissens im Schüler gelegt, der durch die Praxis wie Meditation, Hingabe (Bhakti), Dienst (Seva) und Studium der Schriften zur Entfaltung kommen soll. Der Wissensbegriff unterscheidet sich von dem rein intellektuellen Verstehen. Ähnlich der Gnosis wird darunter eine Erkenntnis verstanden, die die Grenzen des Intellekts übersteigt und dem Aspiranten nur durch die spirituelle Erfahrung vermittelt werden kann.

## Neohinduismus und die neue Bedeutung der vedischen Religion
In den Reformbewegungen des Neohinduismus des 19. Jahrhunderts spielte die bewusste Rückbesinnung auf die vedische Religion eine große Rolle, da man die negativen Seiten des Hinduismus als spätere Entwicklungen und Verfälschungen betrachtete. In diesem Rahmen ist der Versuch erkennbar, die damalige indische Religiosität mit den europäischen Wertmaßstäben von Religion zu vereinbaren. Oft getragen von anglisierten Eliten mit starker sozio-ökonomischer Abhängigkeit von der britischen Kolonialmacht sowie deren kulturellen Umfeld wird hier versucht, eine Brücke zwischen den eigenen religiösen Traditionen und den Ordnungs- und Wertmustern der westlichen Kultur zu schlagen. Monotheismus, der herausragende Charakter einzelner Offenbarungsschriften, bilderlose Gottesverehrung, eine stark eingeschränkte und rationalistisch gedeutete Ritualistik und anderes mehr werden als Konzepte aus Europa übernommen und auf eine ideale, frühe Religion in Indien (die vedische Religion) übertragen.
Der von Ram Mohan Roy 1828 gegründete Brahmo Samaj ist in dieser Hinsicht wegweisend, auch wenn sich sein Einfluss nur auf eine winzige anglisierte Elite in Kalkutta (kaum mehr als 1000 Mitglieder noch bis 1860) bezog. Roy und seine Nachfolger legten u. a. Wert auf eine bildfreie Gottesverehrung. Man sah in der vedischen Religion, wie erwähnt, einen reinen Monotheismus verwirklicht, der jedoch später verunstaltet worden sei.
Auch der von Dayanand Sarasvati 1875 gegründete Arya Samaj berief sich auf die Veden, um den Hinduismus von fremden Elementen wie Bilderverehrung, Ahnenverehrung, Unberührbarkeit, Tieropfer, Priesterschaft zu "reinigen". Der Veda galt als alleinige und umfassende Quelle wahrer Erkenntnis. Oberste Pflicht sei es, diese Texte zu lesen, zu hören und weiterzuvermitteln. Alle unvedischen Lehren wurden als Irrlehren bezeichnet, da sie von der eigentlichen Wahrheit der Veden in unterschiedlichem Maße ablenkten. Wesentliches Urteilskriterium hierbei war die "Rationalität" (im Sinne Dayanands) der jeweiligen Texte. Religionen, die ein geschichtliches Handeln Gottes, Wundererzählungen und anderes mehr beinhalteten (wie zum Beispiel der Islam und das Christentum) wurden als irrational eingestuft, da das hierbei zugrunde liegende Gottesbild nicht den Ansprüchen Dayanands auf Vollkommenheit, Allwissenheit, Omnipräsenz und allgemeiner Unverfügbarkeit entsprach.
Der Veda hingegen als alleinige Quelle aller wahren religiösen Erkenntnis stehe, so Dayanand, über derartigen Zweifeln. Durch die vielfältigen Kombinationsmöglichkeiten der Wortwurzeln im Sanskrit, als Medium des Veda die vollkommene Sprache, und die allgemeine Bedeutungsvielfalt zentraler sanskritischer Begriffe werde die einzigartige Aussagekraft des Veda als Uroffenbarung möglich.
Dayanand ging mit der rationalistischen Interpretation des Veda weiter als alle seine Vorgänger (und auch seine Nachfolger), indem er hier neben der Quelle aller religiösen Weisheit auch den Ursprung einer universellen Morallehre, Sozialstruktur, Staatstheorie und sogar der Wissenschaft fand. All dies sei in vollkommener Weise in Indien in einem goldenen vedischen Zeitalter verwirklicht gewesen (einschließlich technologischer Fortschritte wie Telegrafie, Dampfschifffahrt, Eisenbahn, Flugwesen und vieles anderes mehr). Nach dem großen Krieg des Mahabharata seien jedoch alle diese Errungenschaften verfallen, da die vorher zentrale soziale Stellung der Veden im Zuge dessen verloren gegangen und vergessen worden sei.

## Vedische Tradition und Transzendentale Meditation (TM)
Maharishi Mahesh Yogi, Begründer der Transzendentalen Meditation, bezieht sich in seinen Reden und Veröffentlichungen auf die vedische Tradition (im oben beschriebenen Sinne der Shankara-Tradition) und auf seinen Lehrer Swami Brahmananda Saraswati, der 1941 bis 1953 Shankaracharya von Jyotir Math, Nordindien, und damit höchster Würdenträger der vedischen Shankara-Tradition war. Erklärtes Ziel von Maharishi ist es, die Veden im täglichen Leben (wieder) nutzbar zu machen. Maharishi versteht den Veda, ganz im Sinne Dayanandas, als Blaupause der Schöpfung, die in sich bereits alle Wissenschaften in verschlüsselter Form enthält. Tony Nader vertritt in einem Buch Human Physiology – Expression of Veda and Vedic Literature die Hypothese einer Korrelation zwischen den Versen des Veda und der menschlichen Physiologie. Es gehe darum, auf jeder Ebene der Physiologie eine präzise Eins-zu-Eins-Verbindung zwischen der Struktur und der Funktion menschlicher Physiologie einerseits und den 40 Aspekten des Veda und der vedischen Literatur andererseits aufzuzeigen: die hier als Grundstruktur des Naturgesetzes angesehen wird. Von der TM-Bewegung wird diese Art von Vergleich und symbolischer Verknüpfung als „Vedische Wissenschaft“ popularisiert. Außerdem popularisiert Maharishi erfolgreich den Ayurveda, den er als praktisch angewandten Veda versteht. Zudem bemüht er sich darum, den Sthapatya Veda (Vastu, vedische Architektur und Stadtplanung) bekannt zu machen.

## Veda in der westlichen Philosophie
Die Veden stießen auch bei einigen deutschen Denkern und Philosophen des 18. und 19. Jahrhunderts wie Kant, Hegel, Goethe, Schopenhauer und verschiedenen Sprachwissenschaftlern, zum Beispiel bei Jacob Grimm, auf großes Interesse. Schopenhauer schreibt in Parerga und Paralipomena: „Der Upanischad ist […] die Ausgeburt der höchsten menschlichen Weisheit.“ Und weiter: „Es ist die belohnendeste und erhebendeste Lektüre, die […] auf der Welt möglich ist: sie ist der Trost meines Lebens gewesen und wird der meines Sterbens seyn.“

## Zitat
Wenn der Lehrer den Brahmachari als Schüler aufnimmt, macht er ihn zu seinem eigenen Embryo. Er gebärt ihn für drei Tage und Nächte in seinem Bauch, und wenn er geboren ist, versammeln sich die Götter um ihn zu sehen -- Atharva Veda – Lob des Brahmacharin